# Middleburg (Florida)
Middleburg is een plaats (census-designated place) in de Amerikaanse staat Florida, en valt bestuurlijk gezien onder Clay County.

## Demografie
Bij de volkstelling in 2000 werd het aantal inwoners vastgesteld op 10.338.

## Geografie
Volgens het United States Census Bureau beslaat de plaats een oppervlakte van
47,4 km², geheel bestaande uit land. Middleburg ligt op ongeveer 10 m boven zeeniveau.

## Plaatsen in de nabije omgeving
De onderstaande figuur toont nabijgelegen plaatsen in een straal van 24 km rond Middleburg.